# Правителство на Александър Малинов 2
Второто правителство на Александър Малинов е тридесет и първо правителство на Царство България, назначено с Указ № 7 от 5 септември 1910 г. на цар Фердинанд Сакскобургготски. Управлява страната до 16 март 1911 г., след което е наследено от правителството на Иван Евстатиев Гешов.

## Политика
През 1910 г. цар Фердинанд I посещава Петербург с цел сключване на съюзен договор срещу Турция. В него България постига твърде изгодни позиции при бъдещето разпадане на Османската империя (дори да получи Одрин). За да подпише договора обаче, Русия поставя като предварително условие сключване и на българо-руско споразумение.
Започналите дипломатически сондажи за съюз със Сърбия се провалят поради неприетия от българската страна принцип за разделяне на Македония. Въпреки не успеха при опитите за сключване на българо-руски договор, българският владетел търси подкрепата на Русия в бъдещата война за национално обединение. С тази цел през март 1911 г. царят възлага на русофила Иван Е. Гешов – ръководител на Народната партия, да състави ново правителство.

## Съставяне
Кабинетът, оглавен от Александър Малинов, е образуван от дейци на Демократическата партия.

### Кабинет
Сформира се от следните 8 министри:
| министерство                          | име | име                | партия                |
| ------------------------------------- | --- | ------------------ | --------------------- |
| председател на Министерския съвет     |     | Александър Малинов | Демократическа партия |
| вътрешни работи                       |     | Никола Мушанов     | Демократическа партия |
| външни работи и изповедания           |     | Александър Малинов | Демократическа партия |
| народно просвещение                   |     | Владимир Моллов    | Демократическа партия |
| финанси                               |     | Андрей Ляпчев      | Демократическа партия |
| правосъдие                            |     | Христо Славейков   | Демократическа партия |
| военен                                |     | Данаил Николаев    | военен                |
| търговия и земеделие                  |     | Тодор Кръстев      | Демократическа партия |
| обществени сгради, пътища и съобщения |     | Михаил Такев       | Демократическа партия |

В краткия си период на водене не са правени промени.

## Събития
- 17 декември 1910 – Обнародван е закон за Българска централна кооперативна банка, учредена през март следващата година с цел да развива и осигурява развитието на стопанските кооперации чрез кредитиране и застраховане.[4]
- 5 февруари 1911 – Доминираният от Демократическата партия парламент гласува предложените от кабинета Малинов изменения в Търновската конституция, включително пълномощия за царя и правителството да сключват тайни международни договори (член 17) и съкращаване на мандата на Обикновеното народно събрание от 5 на 4 години (член 86). Промените са утвърдени пет месеца по-късно от V ВНС, при управлението на Народната и Прогресивно-либералната партия.[5]
- 17 февруари 1911 – Царят утвърждава избирателен закон, с който се въвежда пропорционална система на мястото на мажоритарната от последните тридесет години (на първо време само в Пловдивски и Търновски окръг).[6][7]